# Белькастель (Тарн)
Белькасте́ль (фр. Montcabrier, окс. Bèlcastèl) — коммуна во Франции, находится в регионе Юг — Пиренеи. Департамент — Тарн. Входит в состав кантона Лавор-Кокань. Округ коммуны — Кастр.
Код INSEE коммуны — 81025.

## География
Коммуна расположена приблизительно в 580 км к югу от Парижа, в 26 км восточнее Тулузы, в 45 км к юго-западу от Альби.
На востоке коммуны расположено озеро Ретеню-де-Бриакс.

## Климат
Климат умеренно-океанический. Зима мягкая и дождливая, лето жаркое с частыми грозами. Ветры довольно редки.

## Население
Население коммуны на 2010 год составляло 196 человек.
| 1962 | 1968 | 1975 | 1982 | 1990 | 1999 | 2010 |
| ---- | ---- | ---- | ---- | ---- | ---- | ---- |
| 227  | 221  | 182  | 167  | 181  | 176  | 196  |

## Администрация
| Период | Период | Фамилия         | Партия | Примечания                           |
| ------ | ------ | --------------- | ------ | ------------------------------------ |
| 1965   | 1977   | Жак Эспабье     |        | член генерального совета (1970—1988) |
| 1977   | 2008   | Лилиан Эспабье  |        |                                      |
| 2008   | 2020   | Кристоф Эспабье |        |                                      |

## Экономика
В 2007 году среди 122 человек в трудоспособном возрасте (15—64 лет) 88 были экономически активными, 34 — неактивными (показатель активности — 72,1 %, в 1999 году было 74,3 %). Из 88 активных работали 82 человека (47 мужчин и 35 женщин), безработных было 6 (2 мужчин и 4 женщины). Среди 34 неактивных 9 человек были учениками или студентами, 8 — пенсионерами, 17 были неактивными по другим причинам.

## Достопримечательности
- Церковь Св. Стефана (XVI век). Исторический памятник с 2004 года.[4]

## Фотогалерея

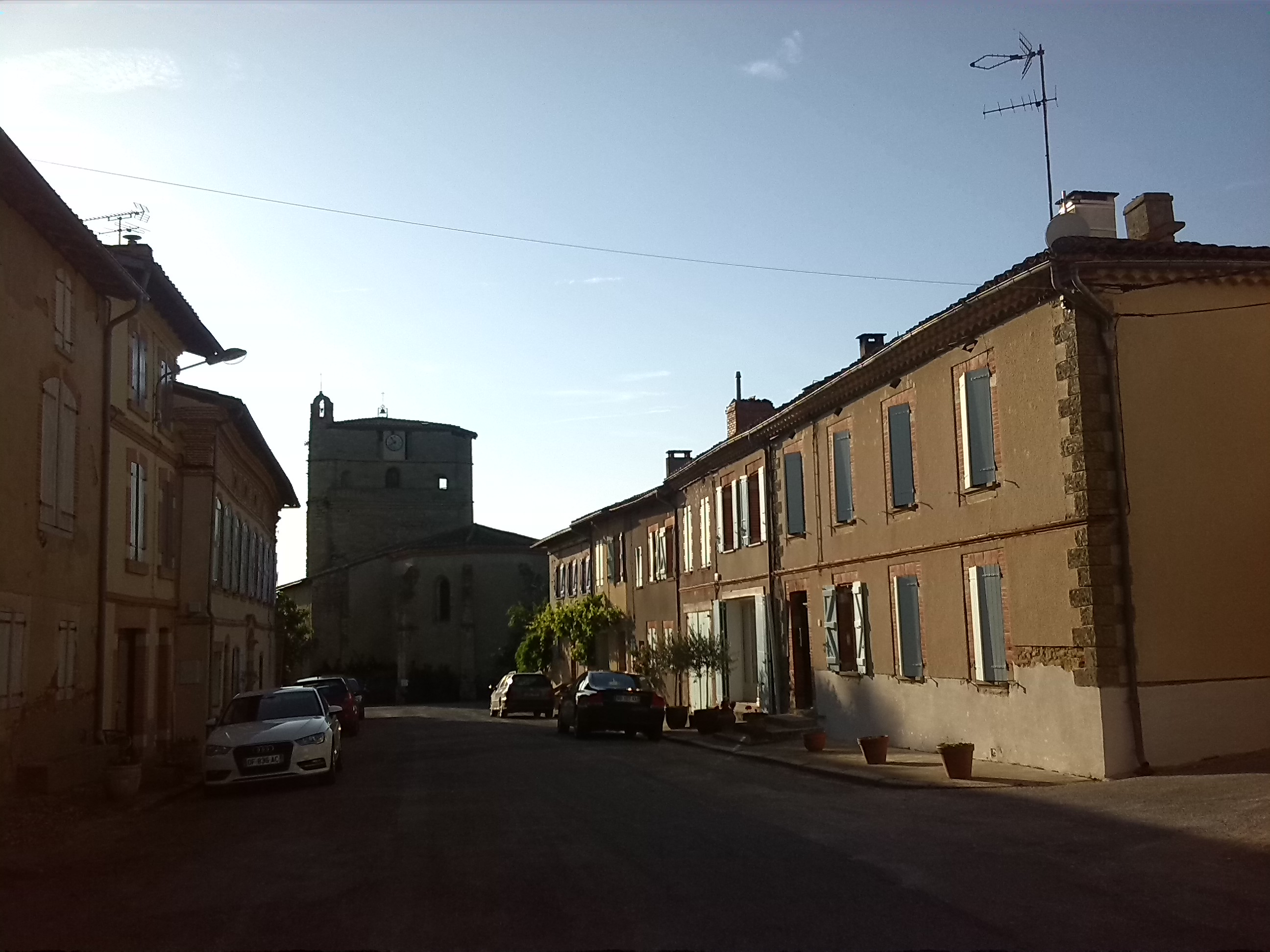
Центр Белькастеля
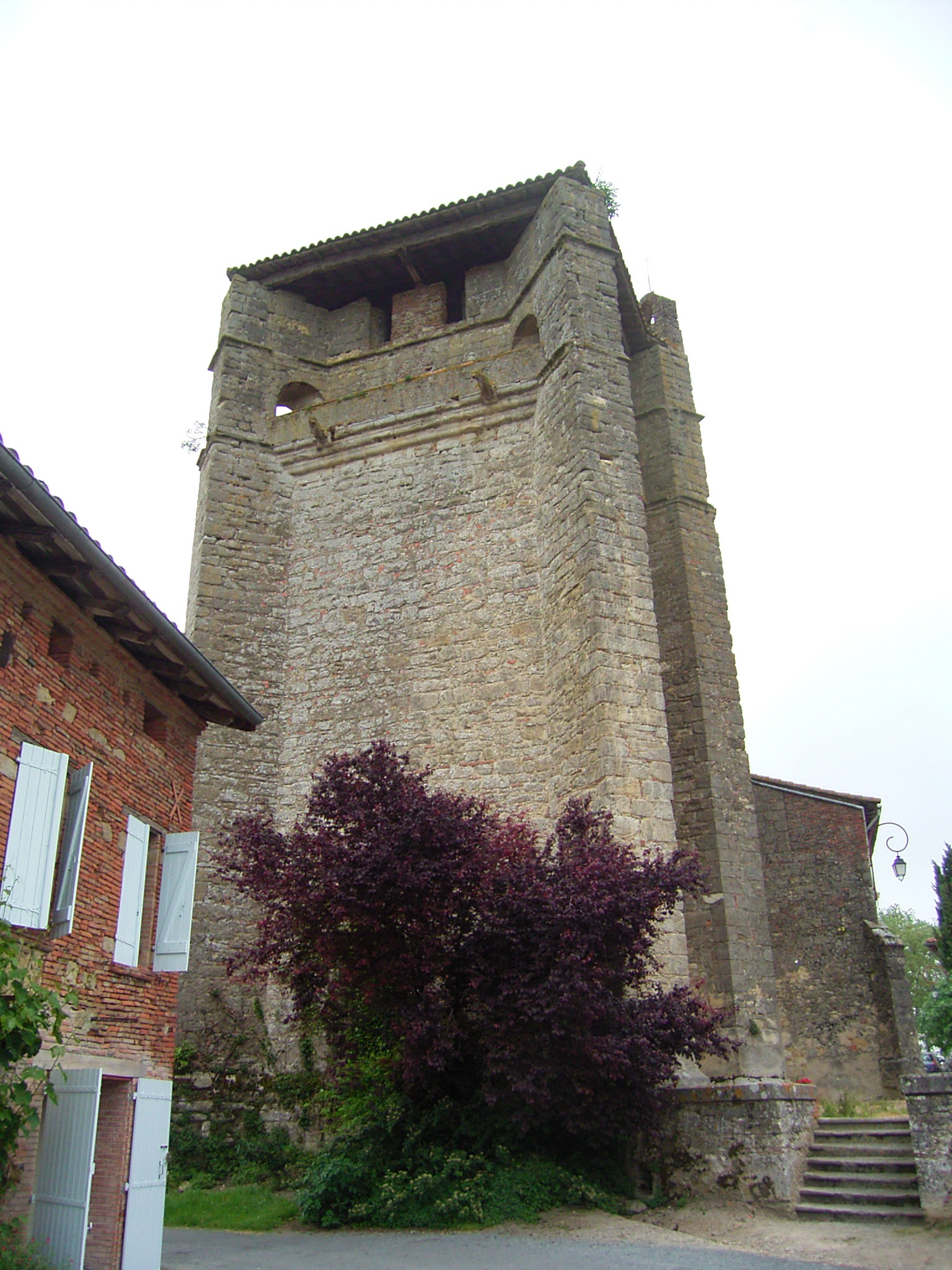
Церковь Св. Стефана
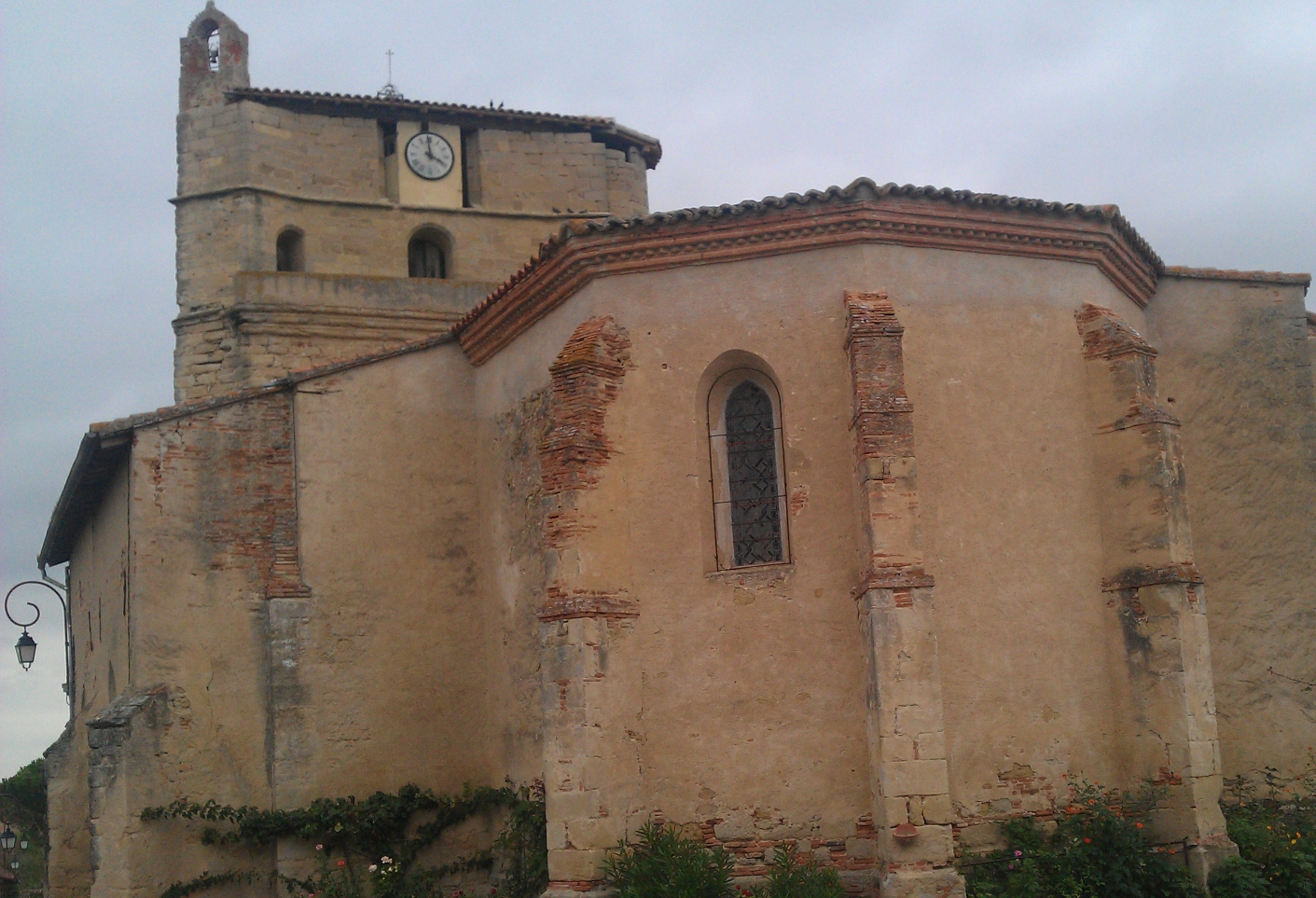
Церковь Св. Стефана
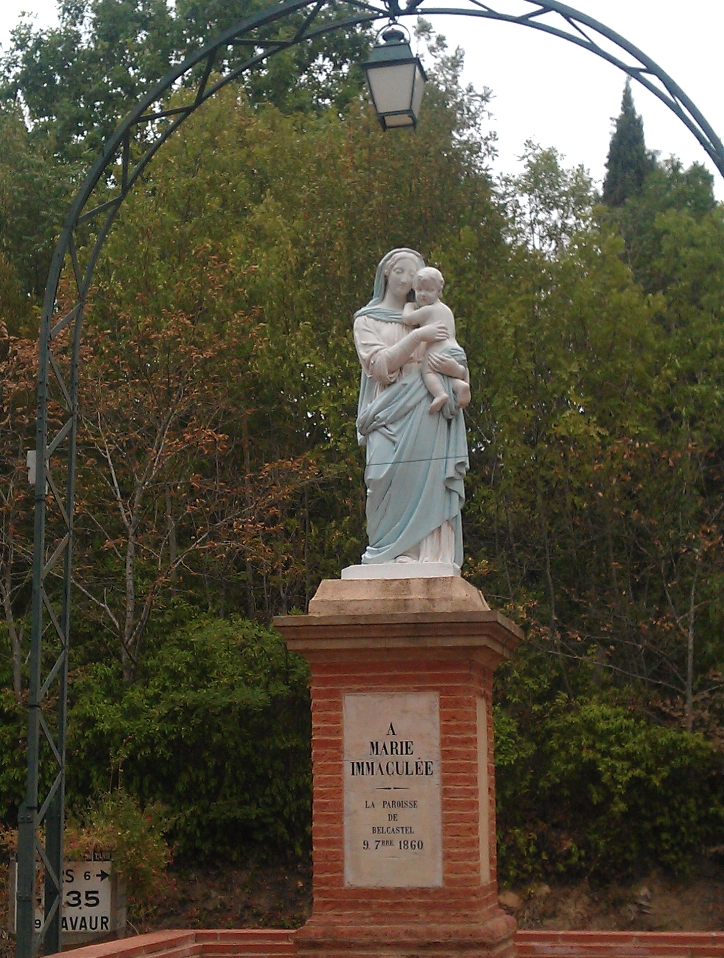
Статуя Девы Марии
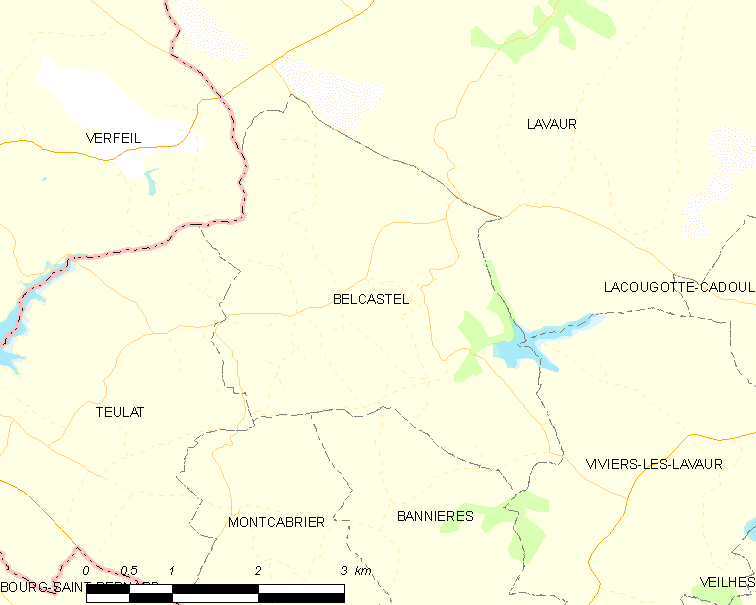
Карта коммуны